# Scinax ariadne
Scinax ariadne är en groddjursart som först beskrevs av Werner C.A. Bokermann 1967.  Scinax ariadne ingår i släktet Scinax och familjen lövgrodor. IUCN kategoriserar arten globalt som otillräckligt studerad. Inga underarter finns listade i Catalogue of Life.